# Marina Espasa i Sans
Marina Espasa i Sans (Barcelona, 1973) és filòloga i escriptora, guionista, periodista cultural i traductora. Va formar part de l'equip dels programes de televisió Saló de lectura (BTV, 2002-2006) i L'hora del lector (Canal 33, 2007-2011). És crítica de llibres del diari Ara i del programa de ràdio Cabaret Elèctric d'iCat fm, i professora de l'Escola d'Escriptura de l'Ateneu Barcelonès. El 2012 va publicar la seva primera novel·la, La dona que es va perdre (Empúries), i ha traduït al català novel·les de Tom Wolfe, J.W. Polidori o els assajos de Jonathan Franzen. El 2016 va publicar la seva segona novel·la, El dia del cérvol, una obra amb diverses capes, que juga amb els espais temporals, amb paral·lelismes medievals, amb crítica social i política, certa ciència-ficció, que parla de Barcelona.
Des de març de 2016 Marina Espasa és la coordinadora de l'oficina de Barcelona, Ciutat de la Literatura. El càrrec té una durada de dos anys i mig i entre les seves tasques hi ha la de coordinar-se amb els diferents sectors culturals, equipaments i administracions relacionats amb la literatura.